# Hesperilla crypsargyra
Hesperilla crypsargyra é uma espécie de borboleta da família Hesperiidae.